# Marina Granovskaia
Marina Granovskaia, née le 13 janvier 1975 en RSFS de Russie, est une dirigeante russo-canadienne, anciennement directrice générale du Chelsea Football Club.

## Carrière
Marina Granovskaia est diplômée en langues étrangères de l'université d'État de Moscou en 1997. Elle travaille tout d'abord à Sibneft, une compagnie pétrolière détenue par Roman Abramovich.
Devenue administratrice de Sibneft, elle quitte Moscou pour Londres en 2003, peu après l'acquisition par Abramovitch du Chelsea Football Club.
Conseillère du milliardaire, elle a été impliquée dans des transferts et des transactions contractuelles pour le Chelsea FC. Sa tâche de gérer les transferts la mettait parfois en contradiction avec les gestionnaires qui avaient leur propre idée de qui vendre ou d'acheter pendant la fenêtre de transfert. Granovskaia rejoint le board de Chelsea à l'été 2013 et a été promue au poste de directeur général du Chelsea FC en octobre 2014 après la démission surprise de Ron Gourlay (en).
Le 22 juin 2022, elle quitte sa fonction de directrice générale du Chelsea FC à la suite du rachat de ce dernier par un consortium américain, conséquence directe de la guerre en Ukraine actée en février 2022.